# Richulf
Richulf (ur. ok. 750 r., zm. 9 sierpnia 813 r.) – arcybiskup Moguncji od 787 r.

## Życiorys
Richulf pochodził z możnego frankijskiego rodu z Wetterau. Z listów Alkuina wiemy, że był jego uczniem w szkole dworskiej, nosił tam przydomek Flavius Damoetas (pochodzący z dzieł Wergiliusza). W 780 r. został diakonem w Kastel. Pozostawał jednak na dworze Karola Wielkiego, dla którego w 781 r. posłował do księcia Bawarii Tassilona III. W 787 r. został wyświęcony we Fritzlar na arcybiskupa Moguncji, jednak w kolejnych lata pozostawał głównie na dworze króla Karola Wielkiego; uczestniczył w jego wyprawie przeciwko Sasom w 794 r. i w podróży do Rzymu w 800 r. Był założycielem benedyktyńskiego klasztoru św. Albana w Moguncji – wzniósł tu kościół większy od ówczesnej mogunckiej katedry, w którym pochowana została jedna z żon Karola Wielkiego Fastrada, a w 813 r. Richulf przewodził tu ważnemu synodowi dotyczącemu reformy Kościoła. Sam także został tam pochowany.